# Knödel-Zahl
In der Zahlentheorie ist eine Knödel-Zahl zu einer gegebenen ganzen Zahl {\displaystyle n} eine zusammengesetzte Zahl {\displaystyle m} mit der Eigenschaft, dass alle zu {\displaystyle m} teilerfremden {\displaystyle i<m} die Kongruenz {\displaystyle i^{m-n}\equiv 1{\pmod {m}}} erfüllen. Diese Eigenschaft ist nach Walter Knödel benannt. Die Menge aller Knödel-Zahlen von {\displaystyle n} wird mit {\displaystyle K_{n}} bezeichnet.
Die Spezialfälle {\displaystyle K_{1}} sind die Carmichael-Zahlen.
Jede zusammengesetzte Zahl ist eine Knödel-Zahl zu {\displaystyle n:=m-\varphi (m)}. Mit {\displaystyle \varphi (m)} ist die Eulersche Phi-Funktion gemeint.

## Beispiele
Beispiel 1:
Sei {\displaystyle n:=4} und {\displaystyle m:=12.}
Dann sind die Zahlen {\displaystyle i=1,5,7} und {\displaystyle 11} zu {\displaystyle m=12} teilerfremd. Es gilt:
{\displaystyle {\begin{aligned}1^{12-4}&=&1&&&\equiv &1{\pmod {12}}\\5^{12-4}&=&390625&=&32552\cdot 12+1&\equiv &1{\pmod {12}}\\7^{12-4}&=&5764801&=&480400\cdot 12+1&\equiv &1{\pmod {12}}\\11^{12-4}&=&214358881&=&17863240\cdot 12+1&\equiv &1{\pmod {12}}\end{aligned}}}
Somit erfüllen alle zu {\displaystyle m=12} teilerfremden Zahlen {\displaystyle i} die Kongruenz {\displaystyle i^{m-n}\equiv 1{\pmod {m}}}.
Also ist {\displaystyle m=12} eine Knödel-Zahl zur Zahl 4 und man schreibt {\displaystyle 12\in K_{4}}.
Beispiel 2:
Sei {\displaystyle n:=4} und {\displaystyle m:=14.}
Dann sind die Zahlen {\displaystyle i=1,3,5,9,11} und {\displaystyle 13} zu {\displaystyle m=14} teilerfremd. Es gilt:
{\displaystyle {\begin{aligned}1^{14-4}&=&1&&&&\equiv &\quad 1&{\pmod {14}}\\3^{14-4}&=&59049&=&4217\cdot 14&+11&\equiv &\quad 11&{\pmod {14}}\\5^{14-4}&=&9765625&=&697544\cdot 14&+9&\equiv &\quad 9&{\pmod {14}}\\9^{14-4}&=&3486784401&=&249056028\cdot 14&+9&\equiv &\quad 9&{\pmod {14}}\\11^{14-4}&=&25937424601&=&1852673185\cdot 14&+11&\equiv &\quad 11&{\pmod {14}}\\13^{14-4}&=&137858491849&=&9847035132\cdot 14&+1&\equiv &\quad 1&{\pmod {14}}\end{aligned}}}
Somit erfüllen nicht alle zu {\displaystyle m=14} teilerfremden Zahlen {\displaystyle i} die Kongruenz {\displaystyle i^{m-n}\equiv 1{\pmod {m}}}.
Eigentlich hätte man die Berechnung schon bei {\displaystyle i=3} abbrechnen können. Also ist {\displaystyle m=14} keine Knödel-Zahl zur Zahl 4 und man schreibt {\displaystyle 14\not \in K_{4}}.
Beispiel 3:
Es folgt noch eine Liste der ersten Elemente der Mengen {\displaystyle K_{1}} bis {\displaystyle K_{10}}:
| n  | Kn                                        | Kn                    |
| -- | ----------------------------------------- | --------------------- |
| 1  | {561, 1105, 1729, 2465, 2821, 6601, … }   | Folge A002997 in OEIS |
| 2  | {4, 6, 8, 10, 12, 14, 22, 24, 26, … }     | Folge A050990 in OEIS |
| 3  | {9, 15, 21, 33, 39, 51, 57, 63, 69, … }   | Folge A033553 in OEIS |
| 4  | {6, 8, 12, 16, 20, 24, 28, 40, 44, … }    | Folge A050992 in OEIS |
| 5  | {25, 65, 85, 145, 165, 185, 205, 265, … } | Folge A050993 in OEIS |
| 6  | {8, 10, 12, 18, 24, 30, 36, 42, 66, … }   | Folge A208154 in OEIS |
| 7  | {15, 49, 91, 133, 217, 259, 301, 427, … } | Folge A208155 in OEIS |
| 8  | {12, 14, 16, 20, 24, 32, 40, 48, 56, … }  | Folge A208156 in OEIS |
| 9  | {21, 27, 45, 63, 99, 105, 117, 153, … }   | Folge A208157 in OEIS |
| 10 | {12, 24, 28, 30, 50, 70, 110, 130, … }    | Folge A208158 in OEIS |